# Pinguicula jaraguana
Pinguicula jaraguana är en tätörtsväxtart som beskrevs av S. Jost Casper. Pinguicula jaraguana ingår i släktet tätörter, och familjen tätörtsväxter. Inga underarter finns listade i Catalogue of Life.